# Championnats de France d'athlétisme 1968
Navigation
Championnats 1967 Championnats 1969
Les Championnats de France d'athlétisme 1968 ont eu lieu du 26 au 28 juillet 1968 au Stade Yves-du-Manoir de Colombes. Les épreuves combinées se déroulent les 31 août et 1er septembre 1968 à Font-Romeu. Le 20 km marche se déroule le 21 juillet 1968 à Fontainebleau.

## Palmarès
| Discipline        | Hommes               | Hommes          | Femmes             | Femmes       |
| ----------------- | -------------------- | --------------- | ------------------ | ------------ |
| 100 m             | Roger Bambuck        | 10 s 3          | Sylviane Telliez   | 11 s 5       |
| 200 m             | Roger Bambuck        | 20 s 5          | Nicole Montandon   | 23 s 5       |
| 400 m             | Jean-Claude Nallet   | 45 s 7          | Colette Besson     | 54 s 3       |
| 800 m             | Jean-Pierre Dufresne | 1 min 51 s 1    | Maryvonne Dupureur | 2 min 04 s 4 |
| 1 500 m           | Jean Wadoux          | 3 min 40 s 4    | -                  | -            |
| 5 000 m           | Jean Wadoux          | 13 min 57 s 2   | -                  | -            |
| 20 km marche      | Henri Delerue        | 1 h 33 min 50 s | -                  | -            |
| 80 m haies        | -                    | -               | Jeanne Schoebel    | 10 s 9       |
| 110 m haies       | Marcel Duriez        | 14 s 1          | -                  | -            |
| 400 m haies       | Robert Poirier       | 50 s 8          | -                  | -            |
| 3 000 m steeple   | Guy Texereau         | 8 min 45 s 6    | -                  | -            |
| Saut en longueur  | Jack Pani            | 8,08 m          | Odette Ducas       | 6,06 m       |
| Triple saut       | Christian Martigne   | 16,09 m         | -                  | -            |
| Saut en hauteur   | Robert Sainte-Rose   | 2,12 m          | Ghislaine Barnay   | 1,71 m       |
| Saut à la perche  | Hervé d'Encausse     | 5,10 m          | -                  | -            |
| Lancer du poids   | Arnjolt Beer         | 19,32 m         | Maryvonne Maney    | 14,65 m      |
| Lancer du disque  | Pierre Alard         | 52,94 m         | Claudie Cuvelier   | 48,16 m      |
| Lancer du marteau | Guy Husson           | 61,64 m         | -                  | -            |
| Lancer du javelot | Petelo Wakalina      | 74,38 m         | Andrée Malsert     | 47,84 m      |
| Décathlon         | Charlemagne Anyamah  | 7 284 pts       | -                  | -            |
| Pentathlon        | -                    | -               | Denise Guénard     | 4 706 pts    |